# Bernhard af Sachsen-Weimar-Eisenach
Carl Bernhard, prins af Sachsen-Weimar-Eisenach (født 30. maj 1792 i Weimar, død 21. juli 1862) udmærkede sig som soldat og blev i 1815, efter Wienerkongressen, udnævnt til oberst for et regiment, der tjente under kongen af Nederlandene. Han kæmpede i Slaget ved Quatre Bras og Slaget ved Waterloo hvor han havde kommandoen over 2. brigade af den 2. hollandske division.

## Tidlige år
Prins Bernhard blev født 30. maj 1792 i Weimar, som det 7. barn af Carl August af Sachsen-Weimar-Eisenach. Han lod sig hverve til den preussiske hær og i 1806 kæmpede han med Hohenlohe-Ingelfingens hær. I 1809 lod han sig hverve til den sachsiske hær, og han kom til at kæmpe under kommando af Marskal Bernadotte under Slaget ved Wagram.

## Waterloo-felttoget
Prins Bernhards 2. brigade af den 2. hollandske division (Sedlnitsky) var de første af hertugen af Wellingtons styrker der ankom til korsvejen ved Quatre Bras. Prins Bernhards brigade holdt, sammen med 1. brigade, der ankom senere, korsvejen i næsten 24 timer fra sent om eftermiddagen 15. juni 1815, indtil omkring kl. 15 d. 16. juni, og forhindrede dermed Marskal Michel Ney og den venstre flanke af den franske L'Armée du Nord i at indtage korsvejen inden hertugen af Wellington og større allierede styrker ankom for at konsolidere den 2. division og kæmpe i Slaget ved Quatre Bras. Det succesfulde forsvar af korsvejen udført af de to brigader i den hollandske 2. division var en af koalitionsbrigadernes vigtigste operationer i hele Waterloo-felttoget.
Under Slaget ved Waterloo havde prins Bernhard kommandoen over de allierede styrker der holdt gårdene ved Papelotte, Frichermont og La Haie på den yderste venstre ende af hertugen af Wellingtons frontlinje. De havde stor strategisk vigtighed, ikke kun for at forhindre franskmændene i at flankere Wellington, men også fordi det var fra den retning, at Wellington forventede og fik preussisk støtte. Selvom Duruttes 4. franske division under slaget kortvarigt fik et fodfæste i Papelotte, blev det aldrig indtaget.

## Senere liv og familie
I årene efter Waterloo udmærkede han sig selv som hærfører af en hollandsk division i den belgiske kampagne i 1831 (Ti dages kampagnen), og fra 1847–50 havde han kommandoen over styrkerne i Hollandsk Ostindien. Han døde 21. juli 1862 i Liebenstein.
Han giftede sig med Ida af Sachsen-Meiningen, datter af Georg 1. af Sachsen-Meiningen, d. 30. maj 1816 i Meiningen. 
Prins Bernhards søn, William Augustus Edward, kendt som Prins Edward af Sachsen-Weimar (1823-1902), lod sig hverve til den britiske hær og udmærkede sig i Krimkrigen, blev oberst i 1. Life Guards, og senere britisk feltmarskal.
Hans datter Amalia giftede sig med prins Hendrik af Oranje-Nassau.